# 约亨·林特
卡尔·约亨·林特（德語：Karl Jochen Rindt，1942年4月18日—1970年9月5日），奥地利赛车手，一屆一级方程式世界车手冠军。1970年，林特在義大利大獎賽的练习赛中意外身亡，并在該年成为唯一一位死后被追授一级方程式世界车手冠军的赛车手。
林特于1961年开始参加赛车运动，1963年开始参加单座赛车的比赛，在初级方程式和二级方程式中都获得了成功。1964年，林特在奥地利大奖赛上首次参加了一级方程式比赛，然后在1965赛季成为了库珀车队的正式车手。在库珀车队取得了好坏参半的成绩后，他在1968年转投布拉汉姆车队，又在1969年转而加盟蓮花車隊。在蓮花車隊，尽管林特经常担心路特斯赛车的安全性能，但他终于得到了一辆有竞争力的赛车。在1969年美国大奖赛上，林特第一次在一级方程式比赛中获胜。1970赛季，林特驾驶革命性的莲花72赛车在赛场上取得了巨大的成功，并在赛季的前九场比赛中取得了五次胜利。在蒙扎举行的意大利大奖赛的练习赛中，他的赛车的制动轴出现故障，赛车随即失控撞上护栏。由于安全带对喉部造成的致命切割伤，林特在送往医院的途中被宣布死亡。但由于他最大的竞争对手傑基·埃克斯在本赛季剩余的比赛中得到的分数不足以超越林特，林特在赛季结束后被追授为世界冠军。林特去世时留下了他的妻子尼娜和一个女儿娜塔莎。
林特在一级方程式中总共参加了62场大奖赛，并取得了其中的6场胜利，同时也取得了13次登上领奖台的成绩。此外，他在跑车比赛中也很成功。在1965年利曼24小时耐力赛中，他与美国车手马斯廷·格里高利搭档，驾驶法拉利250LM赛车，赢得了勒芒24小时耐力赛的冠军。
在奥地利，林特具有极高的人气。他的成功极大地提升了人们对赛车运动的热情。他还主持了一档名为《Motorama》的电视节目，并在维也纳成功举办了一个赛车展览。林特是傑奇·史都華的好友與在瑞士時的鄰居。在参加一级方程式赛事期间，林特还与傑奇·史都華一起参与了旨在提高一级方程式赛车安全性的活动。

## 家庭与早年生活
约亨·林特1942年4月18日出生于德国美因茨，母亲是奥地利人，父亲是德国人。他的母亲年轻时曾是一名成功的网球运动员，并和林特的外祖父一样学习法律。林特的父母在美因茨拥有一家香料厂，林特后来继承了此工厂。 在林特仅15个月大时，他的父母就在第二次世界大战的汉堡大轰炸中双双丧生。  此后他由在奥地利格拉茨的祖父母抚养长大。 尽管林特的祖父选择保留了林特的德国公民身份，但在他的整个职业生涯中，都以奥地利赛车执照驾驶赛车。在一次采访中，他将自己早年的命运描述为“糟糕的混合物”，当被问及他觉得自己更像奥地利人还是德国人时，他说觉得自己“像个欧洲人”。 林特有一个同母异父的兄弟乌韦（Uwe）。
林特的儿时好友将他描述为一个顽皮的孩子，说他经常表演一些小把戏来逗乐别人。在一次滑雪度假时，他摔断了股骨颈，导致他做了几次手术，一条腿比另一条腿短4厘米。也出于这个原因，林特在余生中都有轻微的跛足。16岁时，他得到了一辆轻型摩托车，并开始在越野赛道上和朋友们赛车。而他在学校过得很不顺利，曾多次被开除。 他说：
|  | 我被学校赶了出来，于是我去了英国学习英语。在英国的时候我学会了开车，但我那时候太年轻，没有驾照。我回国之后在滑雪的时候摔断了腿，但是我觉得，尽管我有一条腿打着石膏，我还是有能力自己开车。实际上，我无证驾驶了18个月，然后在有资格领驾照的前一天被抓了。 |

除此之外，由于年轻时曾经在警方留下八次轻罪记录，他拿到驾照的过程异常艰难。1960年，他终于得到了他的第一辆车——一辆二手的甲壳虫。林特对赛车运动浓厚兴趣始于1961年， 他和朋友，包括未来的一级方程式赛车手赫尔穆特·马尔科一起去观看了在纽博格林举办的德国大奖赛，此后，他对赛车的喜爱便一发不可收拾。

## 赛车生涯

### 起步
1961年，林特驾驶着他祖母的西姆卡汽车第一次参加了赛车比赛。由于错过了正式的报名时间，他在一位热心的工作人员的帮助下才成功报名参赛。 在比赛中，林特由于危险驾驶被出示黑旗取消了比赛资格，但由于不了解规则，他没有立即返回维修站。林特也用这辆西姆卡汽车参加了几次拉力赛，但没有取得很好的成绩。直到当地经销商以成本价为他提供了一辆阿尔法·罗密欧赛车并提供免费服务，他才真正地开始取得成功。林特用这辆阿尔法·罗密欧取得了8场比赛的胜利。
1963年，林特在一位名为巴里的旅行社老板的帮助下转战初级方程式。巴里同时也是一名赛车手，他将一辆库珀赛车送给林特，然后和林特一起参加方程式比赛。在两人共同参加的第一场比赛中，林特在练习赛中成绩最好，而巴里则取得了正赛的冠军。在举办于切塞纳蒂科的第二场比赛中，林特利用比赛初期的一次事故获得了冠军——当时大部分车手都因驶来的救护车放慢了速度，而林特则在草垛护墙和停放的医疗车辆之间飞速驶过，以此取得了领先。当时林特因激进的驾驶风格饱受诟病，在布达佩斯举办的一场街道赛中，他驾驶赛车差点撞上观众。

### 二级方程式

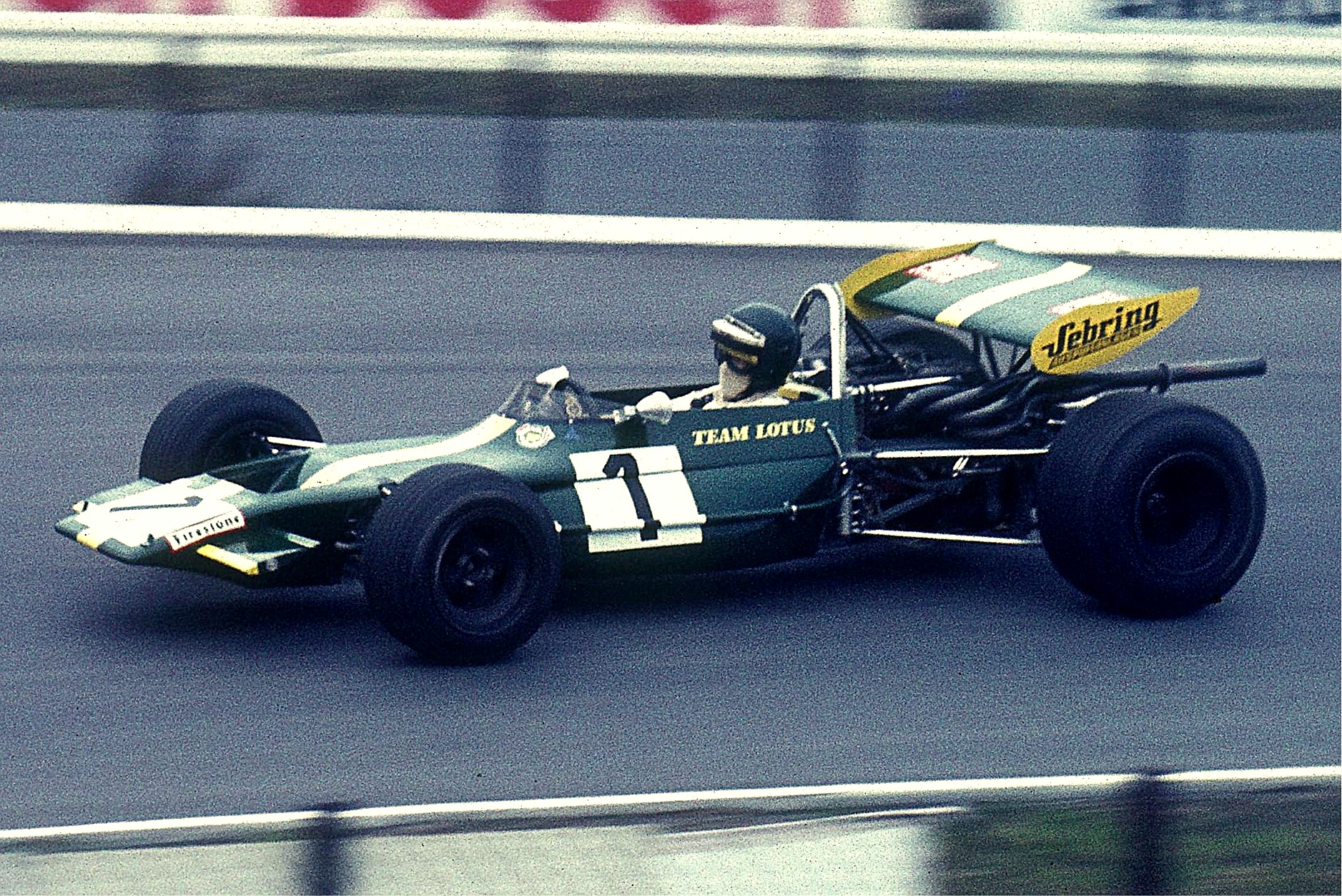
1970年，林特在二级方程式的比赛中

林特在二级方程式比赛中非常成功，总共取得了29场胜利。他再次与巴里合作，驾驶布拉汉姆赛车参加比赛。考斯沃斯为赛车提供的发动机性能不佳且不稳定，但林特对自己速度的下降回应道：“我只要晚两米再踩刹车就可以了。”1964年4月，林特在阿斯珀恩第一次参加二级方程式的比赛，但没有完赛。 国际赛车界第一次注意到林特是在1964年5月，当时林特在水晶宫赛道战胜格拉汉姆·希尔，赢得了伦敦杯比赛。
和当时的许多其他车手一样，林特在参加一级方程式的同时，也在继续参加二级方程式的比赛。他最后一次参加二级方程式的比赛是在1970年8月的萨尔茨堡。1967年，林特在二级方程式中展现了统治级的表现，他驾驶布拉汉姆赛车赢得了九场比赛。但作为一名经验丰富的一级方程式车手，他被归为“A类车手”，这意味着他的成绩不能计入年度锦标赛排名。因此，当年的二级方程式冠军被授予杰基·埃克斯。尽管如此，他的表现还是让他被媒体称为“二级方程式之王”。他长期与罗伊·温克尔曼合作，并担任他车队的车手，直到车队于1969年底解散。

### 跑车比赛

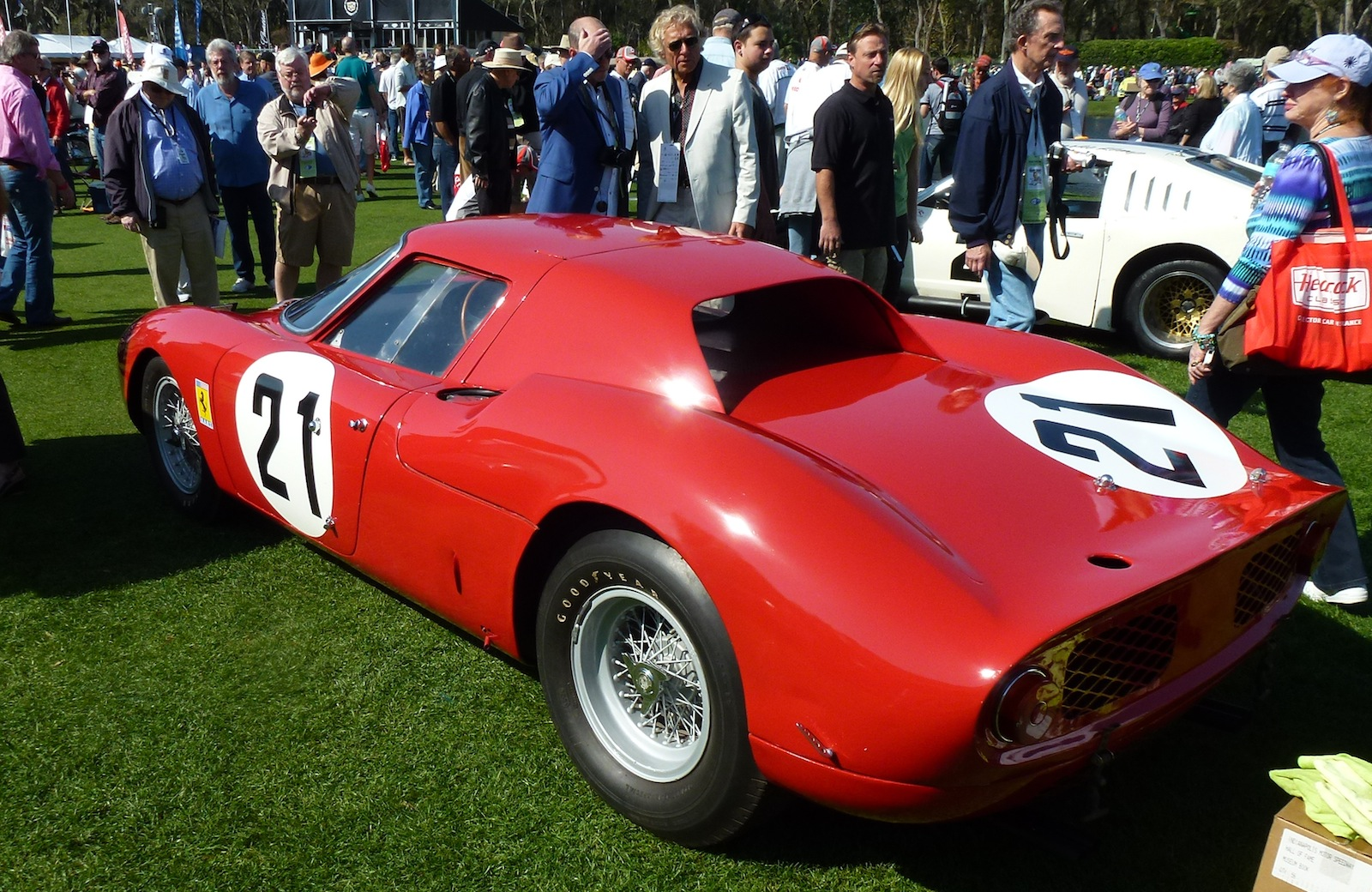
林特赢得1965年勒芒24小时耐力赛时所驾驶的法拉利250LM赛车

除了单座赛车，林特在1960年代中期也开始参加跑车比赛。林特参加了4届勒芒24小时耐力赛。在1964年首次参赛时，他与大卫·派珀共同使用一辆法拉利250LM赛车。但派珀的过早退赛导致林特没有机会上场驾驶赛车。
林特在勒芒24小时耐力赛上的最佳成绩于1965年取得。这年，林特与美国人马斯廷·格里高利一起代表北美车队，驾驶法拉利250LM赛车出赛，最终赢得了冠军。两位车手都不愿意驾驶这样一辆看似毫无竞争力的赛车，1998年赛车杂志《Motor Sport》上的一篇文章指出，两人似乎都对这次比赛没有太大兴趣，反倒更像是“希望赛车快点坏掉”，这样他们就可以拿钱分道扬镳。比赛开始时，车手们需要跑到车旁进入赛车，而林特以一个前滚翻进入赛车，这让他可以更早地进入赛车踩油门，并取得领先。这对搭档在比赛初期就遇到了相当大的麻烦：在格里高利第一次进站时，赛车熄火后无法启动。后来，发动机出现故障，发动机的12个汽缸中有6个停止了运转。格里高利将汽车开入维修站时，林特已经换回了便装，等待比赛结束。经过三十分钟的维修，赛车重新启动。林特和格里高利同意承担比赛风险，全速行驶，全力以赴地完成剩余的比赛。夜间的大部分时间，都是林特在驾驶赛车。到了黎明时分，他们的赛车已经从第18位上升到第3位。由于担心年轻的林特驾驶过于激进会导致赛车无法完赛，格里高利劝说林特在比赛最后阶段将赛车交给他来驾驶。杰基·埃克斯后来回忆说，这两个人开车“像疯子一样”。即便如此，这辆车最终还是顺利完成了比赛，为林特和格里高利赢得了冠军。杰基·埃克斯形容这是一场“意外的胜利”。
1965年晚些时候，林特再次驾驶法拉利250LM赛车参加了在采尔特韦格举办的的500公里耐力赛。由于采用了一种能够手动启动刹车灯的特殊操纵杆，他得以战胜驾驶动力更强劲的法拉利赛车的迈克·帕克斯。比赛中，林特在他的实际刹车点之前拉动此操纵杆，迫使帕克斯比他更早刹车，从而让他保持领先。
此后林特又参加了2届勒芒24小时耐力赛，但均未完赛。1966年，他和英尼斯·爱尔兰共同驾驶的福特GT40赛车遭遇了发动机故障。一年后，他与格哈德·米特搭档驾驶保时捷907赛车，但遭遇了凸轮轴故障。

### 一级方程式

#### 库珀车队与布拉汉姆车队
林特在一级方程式中的首次亮相是在林特的主场——1964年的奥地利大奖赛上，他驾驶的是由罗布·沃克车队提供的布拉汉姆BT11赛车。在这场他本赛季唯一的一次大奖赛中，他在第58圈因赛车转向柱断裂而退赛。

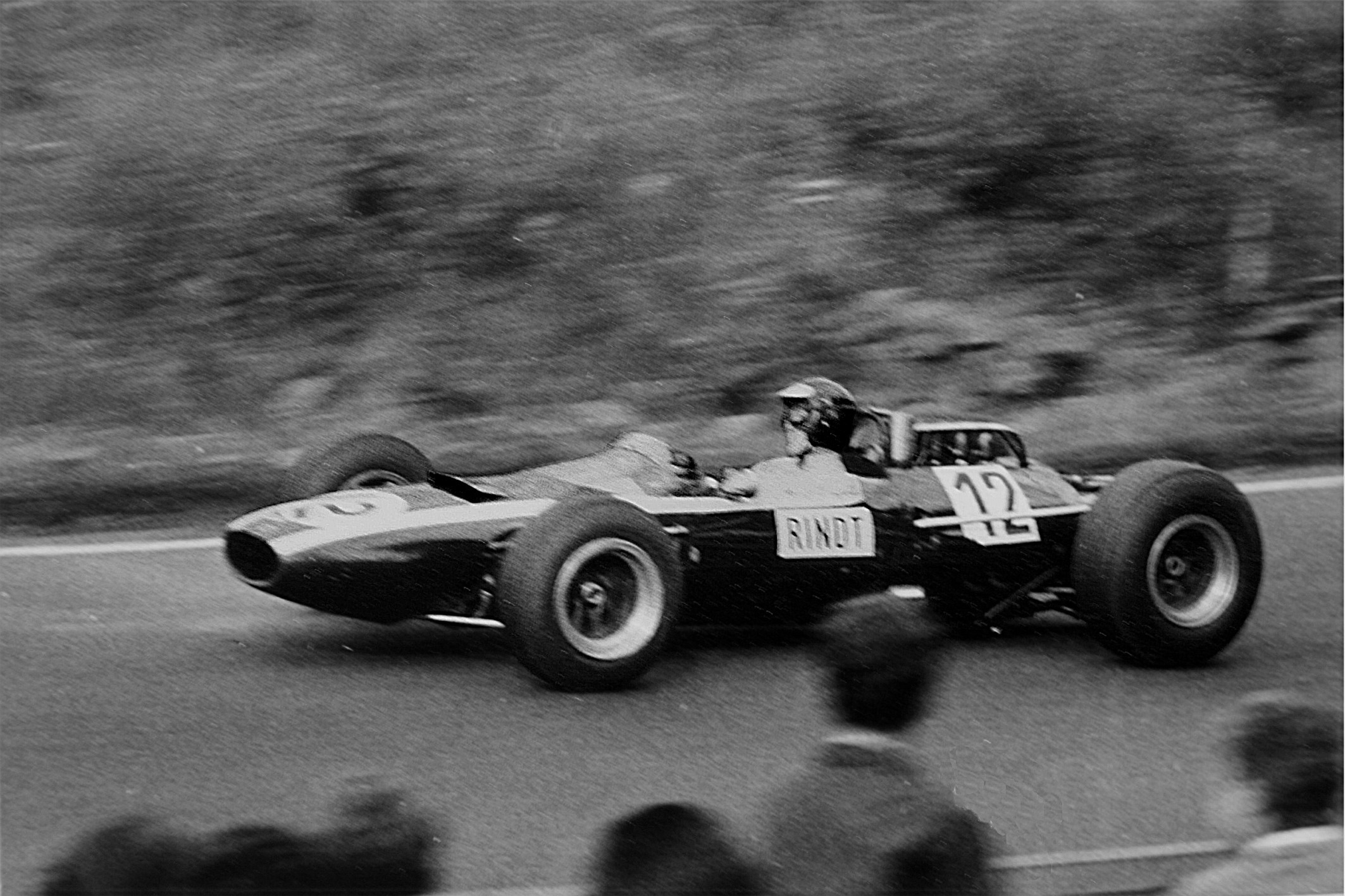
1965年德国大奖赛上的林特

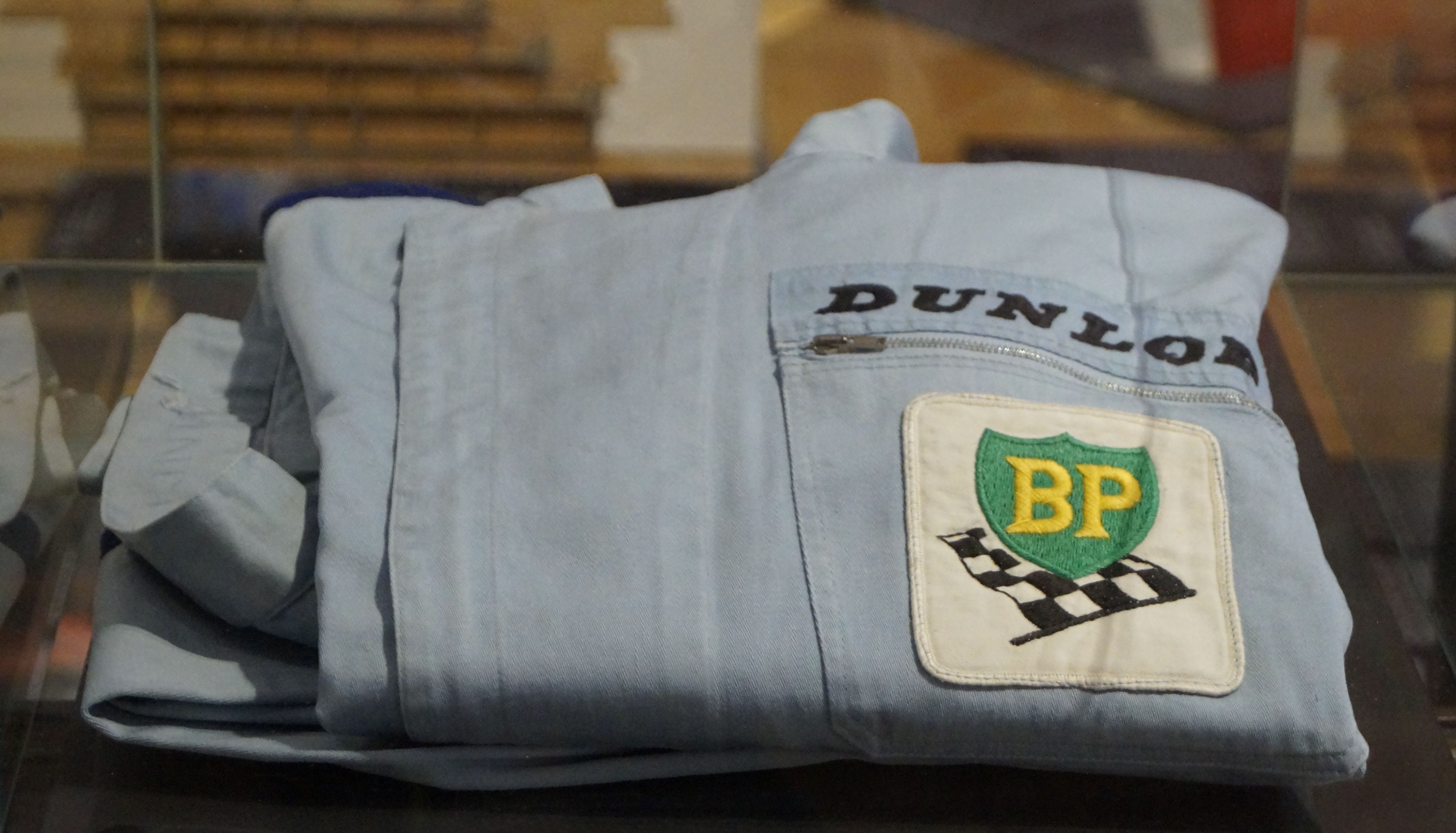
林特在1966赛季使用的的赛车服

1965赛季，林特作为正式车手与库珀车队签约，搭档布鲁斯·麦克拉伦。库珀曾经是一支顶级车队，但当时正在车队排名的中下游挣扎，因此林特在在库珀的第一个赛季并不成功。在赛季的第一场比赛，即1965年南非大奖赛中，他的赛车出现了故障，因此不得不退赛。这一年他的最好成绩是在德国大奖赛上获得的第4名。赛季结束时，他总共获得4分，在年度车手排名中位列第13。
1966赛季, 库珀车队推出了T81赛车，并改用已有九年历史的玛莎拉蒂V12发动机。这款发动机动力强劲但较为笨重。本赛季的一级方程式采用了新的发动机规则，发动机容量翻了一番，达到3升。这年许多车队都在为新规则苦苦挣扎，使得库珀车队的赛车即使使用旧款的玛莎拉蒂V12发动机，也十分具有竞争力。布鲁斯·麦克拉伦离开车队后，林特成为车队领袖，直到1964年世界冠军约翰·苏尔特斯从法拉利加盟。在这年的第二场比赛——比利时大奖赛上，林特在练习赛中克服了发动机故障，并在排位赛中取得第二名，正赛中和苏尔特斯一起在头排发车。在这场受大雨影响的比赛中，他在第4圈超越了苏尔特斯取得领先。此后他在湿滑的赛道上多次打滑，并受到限滑差速器的影响。第21圈，苏尔特斯重新超越林特并最终获胜。这是林特在一级方程式中首次登上领奖台，此前，《Motor Sport》杂志在文章中写道：“林特的驾驶非常勇敢”。在这个赛季中，他总共三次登上领奖台，并在年度车手排名中名列第三。
林特的1967赛季不太成功，他这个赛季仅在比利时大奖赛和意大利大奖赛中成功完赛，均获得第四名。在这两场比赛中取得的6个积分让他以第13名的成绩结束本赛季。
在1968赛季开始之前，林特收到了除蓮花車隊和本田车队之外的所有车队的邀请，并最终转会至前两个赛季都获得世界冠军的布拉汉姆车队。但整个赛季，技术问题一直困扰着林特。布拉汉姆的雷普科V8发动机与那个赛季广泛使用的考斯沃斯DFV发动机相比没有什么竞争力。最终林特再次以两次完赛的成绩结束此赛季，两场比赛中他都获得了季军，并最终以8分的成绩排在年度第12名。在赛季的揭幕战南非大奖赛上，林特因杰基·斯图尔特的退赛而获得第三名，并在比赛的最后阶段追至第二名格拉汉姆·希尔的身后。这场比赛的冠军是林特的好友吉姆·克拉克，而这也是克拉克的最后一场一级方程式比赛。三个月后，吉姆·克拉克在霍肯海姆赛道举办的一场二级方程式比赛中意外身亡。 由于吉姆·克拉克的死亡，林特的情绪受到了很大的影响，他对一名记者说：“如果吉姆·克拉克不安全的话，我们又会怎样呢？”这赛季他第二次登上领奖台是在德国大奖赛。在纽伯格林的大雨和大雾中，杰基·斯图尔特统治了这场比赛，他领先第二名的格拉汉姆·希尔四分钟完赛。林特在希尔的赛车打滑以后追近了他，并在最后一圈的缠斗之后仅以四秒钟的差距落后于希尔。
在这些年中，林特还参加了1967年和1968年的印第安纳波利斯500赛事，但仅获第24和第32名。1967年他只跑完了比赛全程的的一半多一点，1968年只跑了五圈。在2014年的一次采访中，奥地利记者海因茨·普鲁勒回忆道，林特在1967年谈到印第安纳波利斯500赛事时说：“在印第安纳波利斯，我总觉得我在去参加自己的葬礼的路上。”另一次，林特谈到印第安纳波利斯500的赛道时说：“那是灾难性的，我只是为了钱才去那里赛车。”

#### 蓮花車隊

##### 1969赛季
1969赛季，林特加盟了1968年的冠军车队路特斯，与卫冕冠军车手格拉汉姆·希尔成为队友。但由于路特斯赛车在安全性方面名声不佳，林特对此次转会并不感到愉快。在1967年至1969年的20个月间，车队发生了31起事故；在1968年至1970年间，仅希尔一人就发生了9次撞车事故。因此希尔开玩笑说：“每次我看到我自己的车轮超过我时，就会意识到自己在一辆路特斯赛车里。”当林特加盟莲花时，他的朋友兼事实上的经纪人伯尼·埃克莱斯顿表示，他们知道布拉汉姆可能是更好的车队选择，但路特斯赛车的速度能让林特有机会赢得冠军。林特说：“在路特斯，我要么会成为世界冠军，要么会死掉。”由于不确定加入路特斯车队是否为明智的选择，林特直到1969年西班牙大奖赛前不久才与路特斯签约。

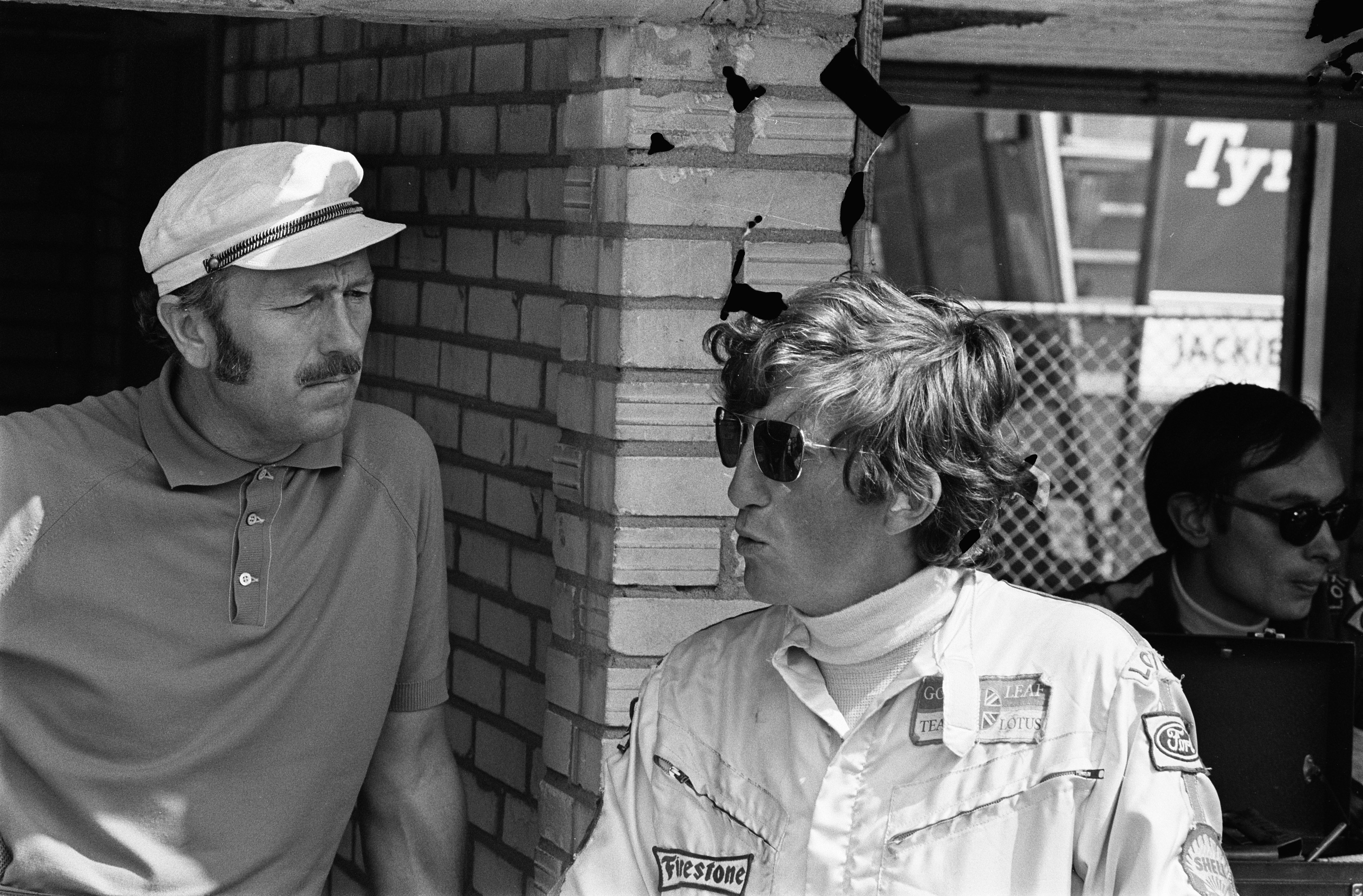
林特与路特斯车队老板科林·查普曼的关系很紧张。

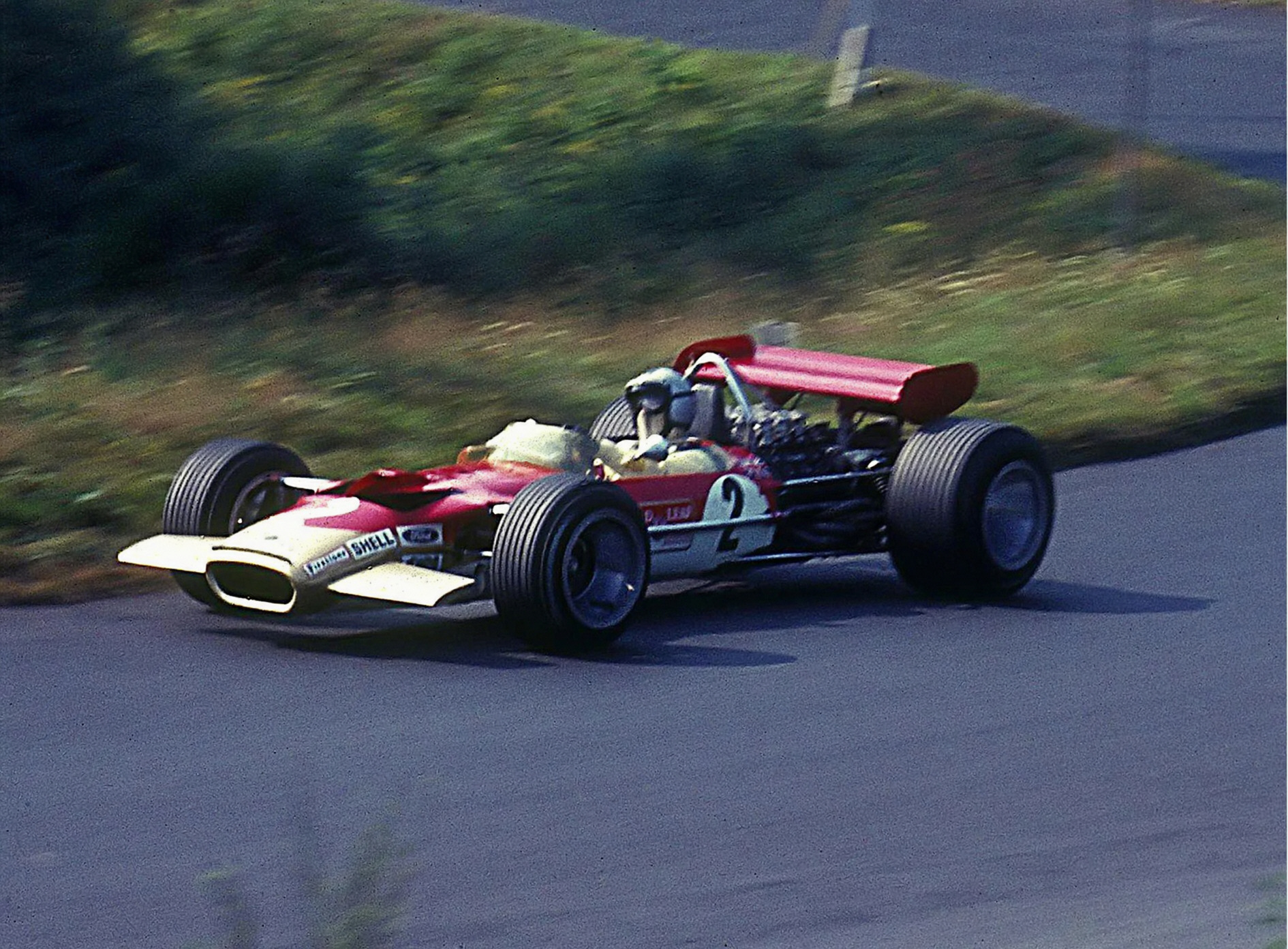
林特在1969年德国大奖赛上

林特和希尔在西班牙大奖赛上发生的严重事故似乎证明了林特的犹豫是有道理的，他们都在蒙特惠奇赛道遭遇了高速撞车事故。两人赛车悬挂上安装的翼片发生了断裂，并导致了足以致命的严重事故：林特的赛车由于翼片断裂失控撞向护栏，并撞上了之前在同一位置发生事故的希尔的赛车。尽管林特在这次事故中只伤到了鼻子，但一名赛道工作人员因此失去了一只眼睛，另一名工作人员的脚也骨折了。林特因此对路特斯车队的老板科林·查普曼感到十分不满。事故发生后，林特对记者说：“我把责任归咎于他（查普曼），这是理所当然的，因为他应该计算出翼片会断裂。”一天后，他在接受一家奥地利电视台的采访时说：“在我看来，这种翼片太疯狂了，根本不应该被允许在赛车上使用。”“不可能指望科林·查普曼的脑子里有任何明智的想法”。当被问及他是否因此次事故对路特斯失去信任时，他回答说：“我从未对路特斯有一点信任”，并将他与车队的关系形容为“纯粹的生意”。这次事故导致他缺席了摩纳哥大奖赛，格拉汉姆·希尔在这场比赛中获胜。
杰基·斯图尔特后来形容1969赛季是林特“成年”的一年。这年年底，《Motor Sport》杂志称他为“这个赛季唯一真正能挑战斯图尔特的车手”，尽管他只在年度排名中位列第四。路特斯49B赛车的可靠性问题导致他在七场比赛中退赛，给他造成了很大的影响。在英国大奖赛上，林特与斯图尔特展开了激烈的争夺，两人都领先第三名的杰基·埃克斯大约90秒。但林特的赛车由于故障，车身开始和轮胎发生摩擦，不得不进站维修。于是斯图尔特最终获胜，而林特收获第四名。在意大利大奖赛上，林特从杆位发车，发车后他与斯图尔特以及皮尔斯·库里奇数次交换领先位置。最后一圈，林特、斯图尔特、麦克拉伦和让-皮埃尔·贝尔图瓦兹以极为接近的距离冲过终点线。斯图尔特以仅领先林特0.01秒的成绩获得冠军，而第四名的麦克拉伦距离斯图尔特也仅有0.2秒。这是一级方程式历史上完赛成绩最接近的前四名。美国大奖赛上，林特终于在沃特金斯格伦收获了自己的一级方程式生涯首胜，并赢得了当时一级方程式史上最高的50000美元奖金。但他的这场胜利被队友受伤的阴影所笼罩：格拉汉姆·希尔在高速下爆胎撞车，腿部受到重创。

##### 1970赛季
1970赛季，林特在路特斯的队友是约翰·迈尔斯。格拉汉姆·希尔离开路特斯，加盟了罗布·沃克车队。于是林特成为了车队的头号车手。在赛季的第一场大奖赛——南非大奖赛中，他在排位赛中取得第四名，但在正赛第一圈与克里斯·阿蒙和杰克·布拉汉姆发生事故后，因引擎故障退赛。这也是杰克·布拉汉姆在一级方程式中最后一次获胜。在接下来的西班牙大奖赛中，路特斯推出了具有革命性设计的新车——路特斯72。路特斯72的特点是在驾驶舱的两侧各有一个散热器，以取代传统的单个前散热器。其他的设计还包括用扭杆悬挂代替广泛使用的弹簧悬挂、将全部四个制动器都安装在内侧以减少非簧载重量等。在第一次练习赛期间，赛车的左半轴断裂，导致林特的赛车打转。在接下来的正赛中，林特在比赛开始的9圈后即退赛，宣告了这款新赛车的失败。
由于路特斯72的表现不及预期，它被送回工厂重新制造。林特在接下来的摩纳哥大奖赛中使用旧款的路特斯49赛车参赛。由于必须使用新款轮胎，旧款赛车变得不那么稳定。但林特似乎没有受到这些负面影响，跑出了一场精彩的比赛。林特的工程师形容这是“用生命在比赛”。从第8位起跑的林特在超车机会极少的摩纳哥赛道上一路驰骋，到比赛的最后阶段，他已经位列第二，并在逐步缩小与领先的杰克·布拉汉姆的差距。在最后一圈的最后一个弯道，布拉汉姆由于刹车太晚，碰到了路缘石并撞上了草垛护墙，使得林特获得了他本赛季的第一场胜利。林特在比利时大奖赛上最后一次使用莲花49赛车，在这场比赛中，他严厉批评了赛会组织方，因为他们安装的护栏之间有几米宽的空隙。林特最初是用经过改造后的路特斯72赛车参加练习赛，但该车在练习赛初期就发生了悬挂断裂，迫使林特再次换车。在剩下的练习赛中，赛车的发动机又出现了问题，但林特还是成功地取得了头排发车的机会。不过，林特最终还是因发动机故障而退赛。

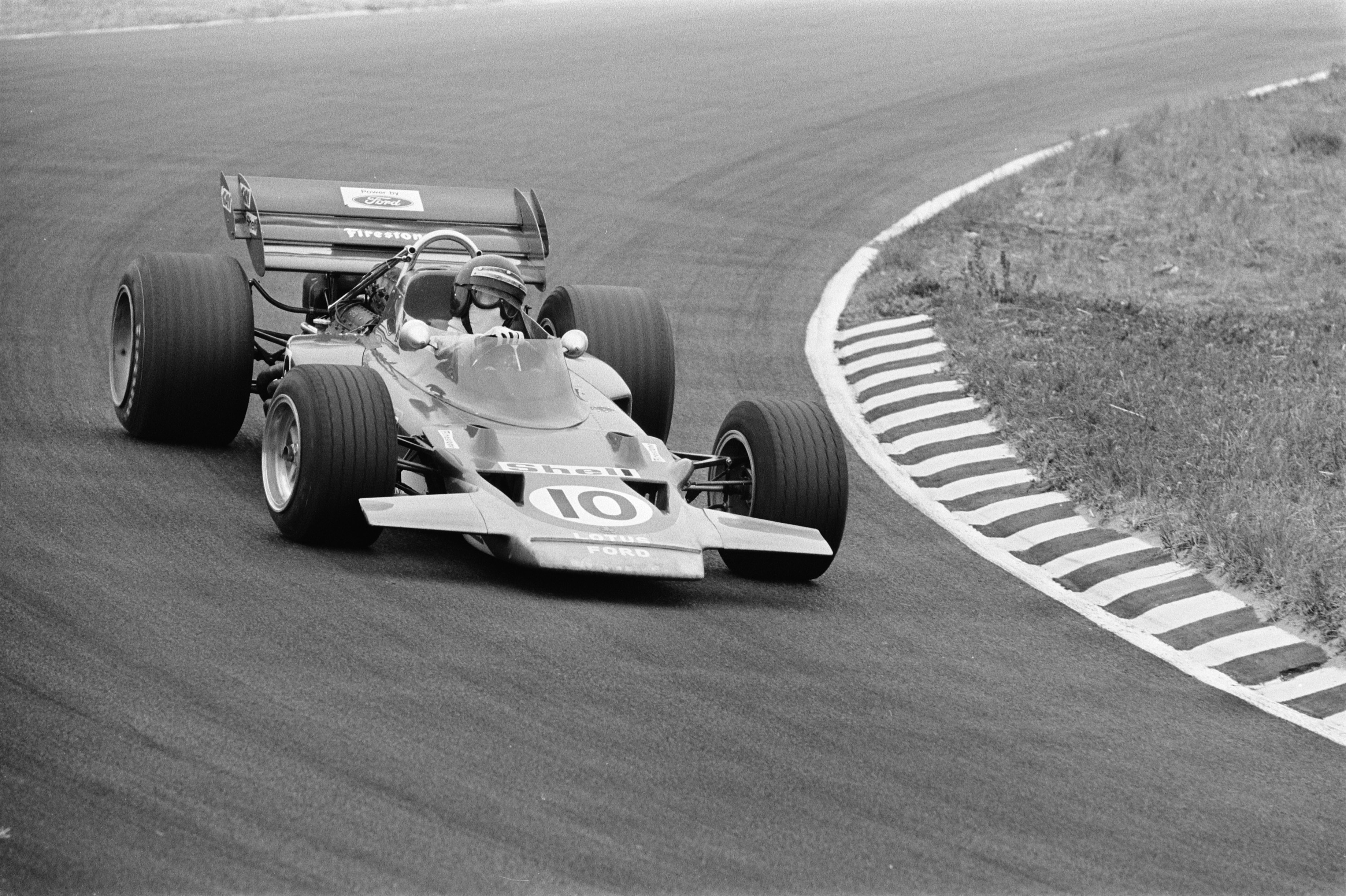
林特在1970年荷兰大奖赛上取得了路特斯72型赛车的首场胜利。

在荷兰大奖赛上，林特使用了改进后的路特斯72型赛车，在进行了改造后，此赛车的设置变得更加合理。他在最后一次练习赛中取得了第一名，领先于第二名的斯图尔特近四分之一秒。在正赛中，林特保持了自己的优势，驾驶路特斯72赛车取得了该车型的首场胜利。但这场胜利对他来说并不值得高兴，因为在比赛的第23圈，他的好友皮尔斯·库里奇在一次严重事故中丧生，而林特前一天晚上刚和他一起吃过晚饭。林特因再次失去好友而饱受打击，并考虑退役。
在赞德沃特取胜之后，林特对全新的路特斯72赛车充满信心，并称其为“目前最好的赛车”。但他仍然遇到了一些问题。在法国大奖赛的练习中，林特由于感到太热，放弃使用新款的全封闭式防撞头盔，改用传统的开放式头盔，却被另一辆赛车扬起的石子击中面部，在右脸颊留下了一条很深的伤口。他的赛车还遭遇了转向故障。再次遇到机械问题让林特大发雷霆，他冲进路特斯的车库，对科林·查普曼大吼：“如果再发生这种情况，只要我还活着，我就把你们全都杀了！”不过林特依然能够在比赛中取胜，并领跑车手积分榜。下一场比赛是在布兰兹哈奇举行的英国大奖赛。杰基·埃克斯在比赛一开始领先于布拉汉姆和林特，但后来埃克斯的变速箱出现了故障，林特抓住机会超过布拉汉姆和埃克斯，取得了领先。随后，由于林特错过了一个挡位，布拉汉姆在第69圈重新夺回了第一的位置，胜利看起来近在咫尺。然而，布拉汉姆又重蹈了在摩纳哥的覆辙：在最后一圈，他的燃料耗尽，将胜利拱手相让。林特因此取得了三连胜。比赛结束后不久，林特被暂时取消了冠军资格，因为比赛的审查员发现赛车的尾翼没有达到规定的高度。随后经过三个小时的审议，林特的冠军头衔得以保留。
德国大奖赛原定于传统的纽博格林赛道举办，但以林特和格拉汉姆·希尔为代表的大奖赛车手协会要求对赛道进行修改，例如增加护墙，以提高赛道安全性。在协商无果后，大奖赛移师至霍肯海姆举办。这场比赛的前两名之争依然十分胶着，比赛的头名在林特和杰基·埃克斯之间多次易主。林特最终在这里取得了他的第四场连胜，同时也意味着他有可能在下一场比赛、他的主场——奥地利大奖赛上就提前锁定年度车手冠军。在奥地利大奖赛上，林特成功地在主场观众的面前获得杆位，但最终因发动机故障而退赛。于是，冠军归属的悬念保留到了意大利大奖赛。

#### 逝世与身后
1970年意大利大奖赛在著名的高速赛道——蒙扎举行。在这条赛道上，车手们经常利用前方赛车的尾流效应来提升速度。正因如此，包括路特斯在内的许多车队都选择放弃安装赛车尾翼，以减少阻力并进一步提升速度。在之前的奥地利大奖赛中，使用F12发动机的法拉利赛车比路特斯赛车的速度快了16公里/小时。林特的队友约翰·迈尔斯在周五的练习中对赛车无尾翼的设置不满意，他报告说：“赛车不能直线行驶”。林特则没有报告类似的的问题，科林·查普曼回忆说，林特报告赛车在没有尾翼的情况下“在直道上转速快了近800转”。

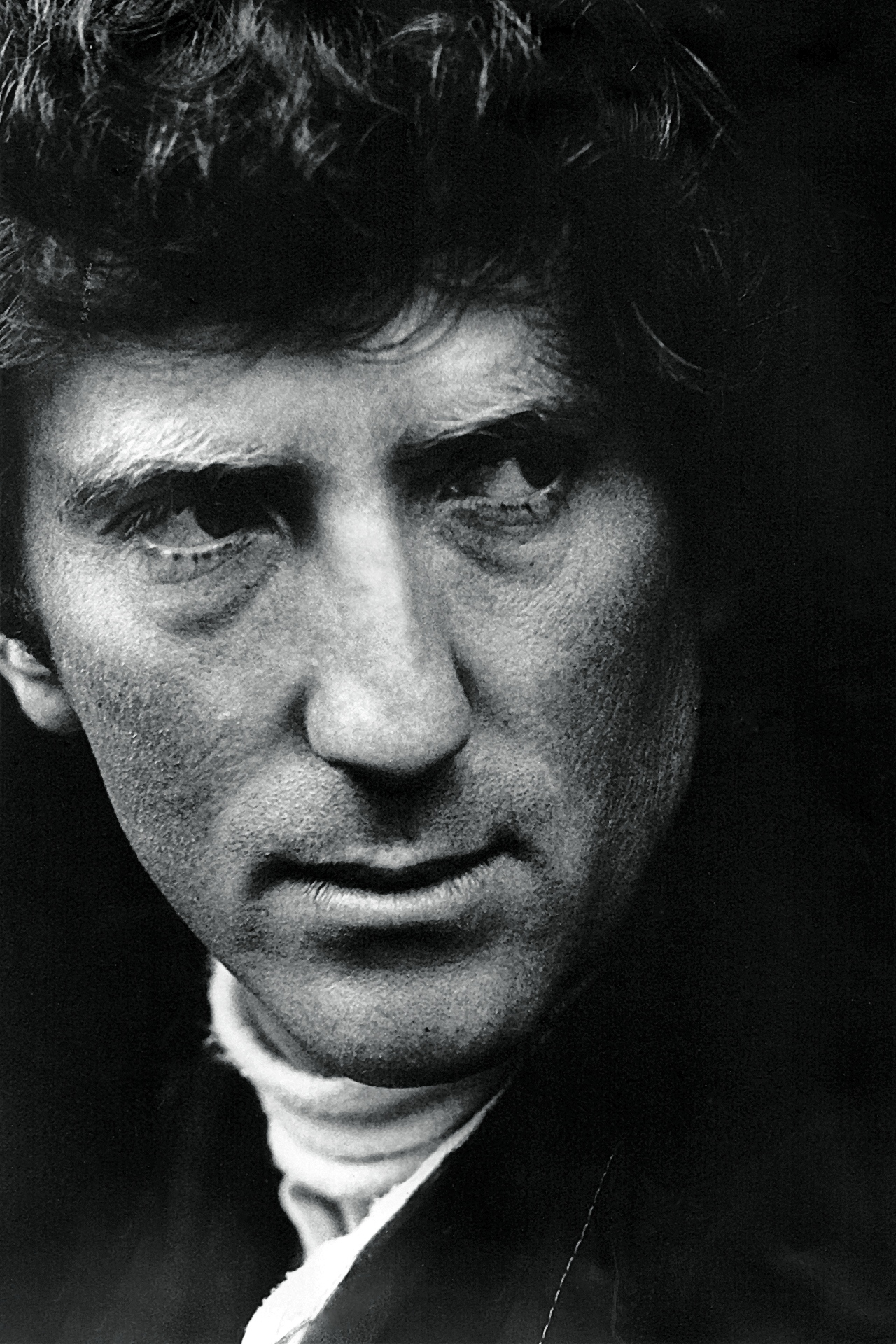
1969年的林特

第二天，林特的赛车设置了更高的齿轮比，以利用降低的阻力，将赛车速度极限提高到330公里/小时。练习赛的第五圈，林特在接近帕拉波利卡弯（Parabolica corner）时发生了严重撞车。当时在林特后方的丹尼·哈默对这次事故的描述如下:
|  | 林特在我身后跑了好几圈，慢慢地追上我。我通过第二个弯角时比较慢，因此我让开位置，让林特超过我，然后我跟着他进入帕拉波利卡弯，（...）我们速度很快，他一直等到离入弯大约200米时才踩下刹车。然后他的赛车先是向右，随后向左，然后又向右转，最后突然向左飞速冲向护栏。 |

碰撞发生时，赛道护栏的连接处由于撞击而断开，赛车的悬挂从护栏下方穿过。车头迎面撞上了护栏的支柱，被完全损毁。为了能够在起火时迅速离开赛车，林特在使用当时的五点式安全带的时候，习惯于只扣上其中的四个卡扣，而不系胯下的带子。结果在撞击时，林特滑到了安全带下方，安全带割开了他的喉咙，造成了致命伤。后来的调查显示，事故是由赛车右前制动轴的故障引起的，而安装不当的防撞护栏造成了林特的死亡。
林特在被送往医院的途中即宣告死亡，随后路特斯车队撤回了所有参赛车辆，包括罗布·沃克车队所使用的路特斯72赛车。此后意大利大奖赛继续进行，并由克莱·雷加佐尼取得了他的首胜。由于林特的死亡，雷加佐尼获胜后的庆祝活动并不热烈。意大利对林特的死亡进行了漫长的调查，科林·查普曼也因此被送上法庭。1976年，查普曼最终洗脱了所有罪名指控。审判结束后，在事故中损毁的路特斯72赛车仍然留在意大利，它被送到了蒙扎附近的一个废品站。1985年，一位房地产经纪人发现了这辆车的残骸，并将其买下，又在1993年时用它换来了一辆罗拉三级方程式赛车。此后，这辆赛车就一直停放在米兰附近的一个车库里。

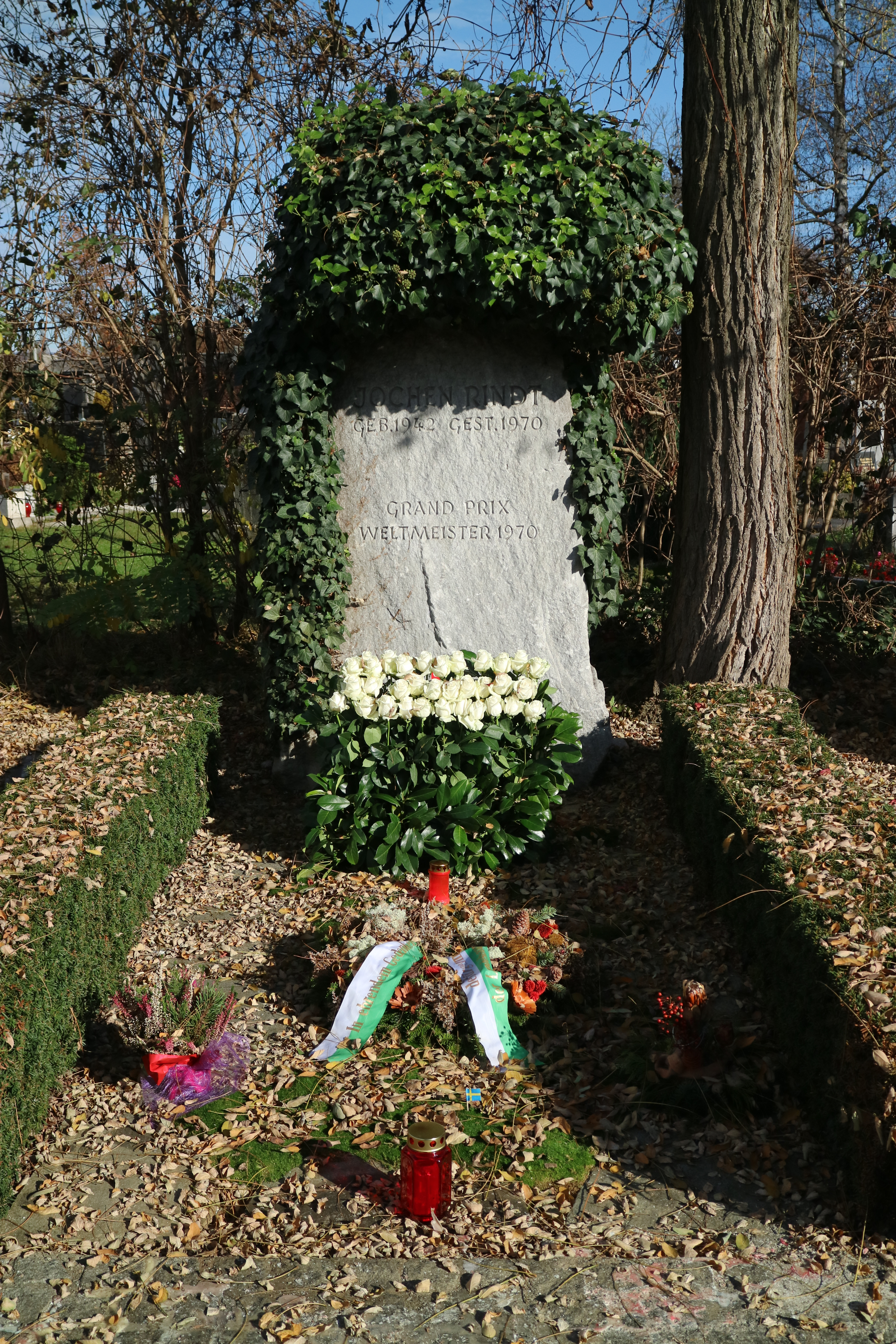
位于格拉茨的林特墓

1970年9月11日，林特在格拉茨的中央公墓下葬。在他的葬礼上，乔基姆·邦尼尔致以如下悼词：
|  | 在做最热爱的事情时死去，是快乐的。约亨已经赢得了我们所有人的钦佩和尊重。你们能做的只有钦佩和尊重这样一位伟大的车手和朋友。无论在今年剩下的大奖赛中发生什么，对我们所有人来说，约亨就是世界冠军。 |

林特去世时已经赢得了当年十场大奖赛中的五场，这意味着他在年度车手排名中拥有相当大的领先优势。杰基·埃克斯在赢下加拿大大奖赛后，车手积分与林特还有17分的差距。如果埃克斯在剩下的两场比赛中获胜，就有机会赢得冠军。在美国大奖赛上，路特斯车队用以代替林特的车手埃默松·菲蒂帕尔迪赢得了比赛。埃克斯仅获第四名，从而失去了争夺世界冠军的机会，也使得林特成为了唯一一位死后被追授为世界冠军的赛车手。1970年11月18日，在巴黎协和广场附近举行的的仪式上，杰基·斯图尔特将冠军奖杯交给了林特的遗孀尼娜。
林特死后，人们采用了多种方式来纪念他。早期的“BARC 200”二级方程式比赛被更名为约亨·林特纪念杯赛。2000年，在林特去世30周年之际，格拉茨市为林特的铜质纪念牌匾揭幕，林特的妻子尼娜和女儿娜塔莎也在场。奥地利红牛赛道的倒数第二个弯角也是以林特的名字命名的。
英国的历史跑车俱乐部主办了名为“二级方程式历史锦标赛”的经典方程式赛车比赛，其中1972年以前的赛车级别类别被称为“A级约亨·林特杯”。

## 个人生活
1967年3月，林特与芬兰模特尼娜·林肯结婚。尼娜的父亲是赛车手科特·林肯，林特曾在职业生涯的早期和他一起比赛过。订婚后，尼娜曾与林特分手，并将订婚戒指寄回。之后林特把戒指放回盒子里，并写了一张纸条告诉尼娜：直到她改变主意之前，都留着这个盒子。尼娜在收到包裹后照做了，后来她解释道：“我喜欢知道自己想要什么的男人”。 婚后这对夫妇搬到了瑞士，并在贝尼安附近盖了一座房子。林特夫妇有一个女儿娜塔莎，林特去世时娜塔莎只有两岁。尼娜在林特死后又结了两次婚：先是和菲利普·马丁结婚并生育了一个女儿，后来又和第四代布里德波特子爵亚历山大·胡德结婚，成为布里德波特子爵夫人尼娜·胡德，并生育了一个儿子安东尼。林特和尼娜的女儿娜塔莎后来曾在伯尼·埃克莱斯顿执掌一级方程式赛车之后在他手下工作过几年。
林特在库珀车队工作期间认识了伯尼·埃克莱斯顿，两人成为朋友。林特注意到了埃克莱斯顿的商业天赋，并允许埃克莱斯顿管理他的职业合同，但没有正式聘用他为经纪人。埃克莱斯顿谈到这层关系时说：“我从来就不是他的经纪人，我们是好朋友，我为他提供任何所需的帮助”。林特发生事故后，是埃克莱斯顿将他带血的头盔带回了维修站。

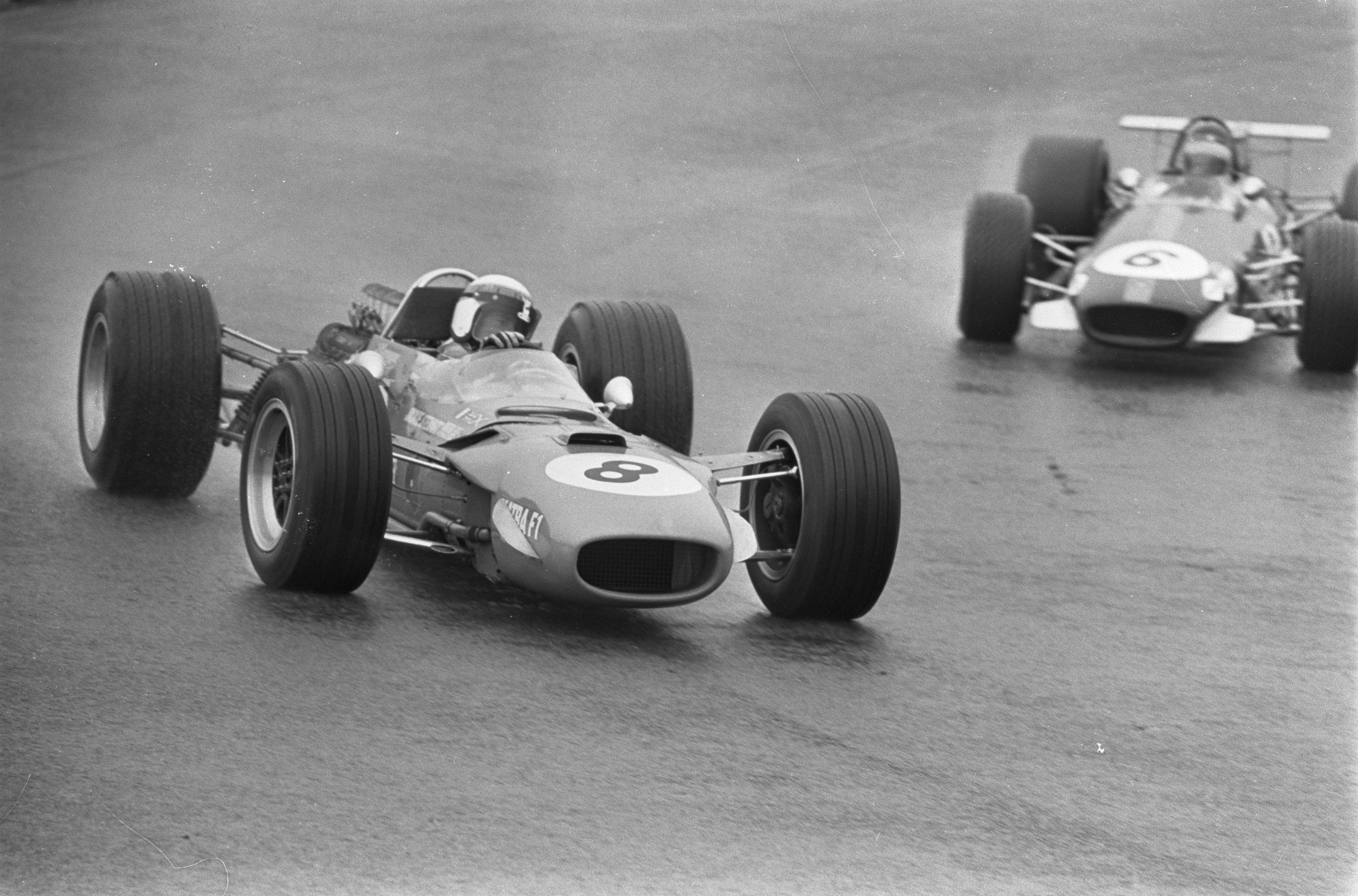
1968年荷兰大奖赛上，林特紧跟在杰基·斯图尔特的赛车之后

在一级方程式中，林特与多位车手关系融洽，其中最著名的是杰基·斯图尔特。他们在1964年的一场二级方程式比赛中相识，并很快成为朋友。他们在瑞士时住得很近，并且经常一起去度假。在吉姆·克拉克去世之前，他们有时还和克拉克一起游玩。林特参与了斯图尔特为提高一级方程式的安全性而进行的活动，是GPDA的主要人物之一。由于热衷于安全活动，林特受到了其他车手和媒体的批评，记者们把居住于瑞士的斯图尔特、林特和乔基姆·邦尼尔称为“日内瓦联盟”。斯图尔特说，林特花了一段时间来了解事情的严重性，但此后他一直是一位好盟友。林特去世后，他的妻子尼娜与斯图尔特夫妇仍然私交甚笃。在罗曼·波兰斯基导演的纪录片《一位冠军的周末》中可以看到尼娜在1971年摩纳哥大奖赛上拜访斯图尔特夫妇的画面。
私下里，林特的家人和朋友称林特在公路上经常是个鲁莽的司机。在他职业生涯的早期，他会把他的捷豹E型车开到维也纳的街道上，在街上漂移。1968年，他在大赫弗莱因的一次汽车越野赛的示范圈中开翻了一辆Mini Cooper，当时他怀孕的妻子正在车上，此事引发了公众的批评。
林特所取得的成功提升了奥地利人对赛车的热情。赛车记者赫尔穆特·茨威克尔称他是 “全国的驾驶教练”。1965年，林特在奥地利举办了赛车展览，并大获成功，仅在第一个周末就有3万人前来参观。借助自己的人脉，林特请来了他的朋友乔基姆·邦尼尔和前梅赛德斯车队经理阿尔弗雷德·纽鲍尔作开幕演讲，许多其他车手如杰基·斯图尔特等也出席了会议。该展览很快便成为一年一度的定期活动。1970年，在林特去世后不久，该展览移至德国城市埃森举办，并作为埃森车展持续举办至今。在伯尼·埃克莱斯顿的帮助下，林特得到了许多宣传，这也为他带来了丰厚的赞助和广告合同。 随着林特在赛车界的崛起，奥地利也建造了两个赛车场，一个是林特担任顾问的奥地利赛道（现在的红牛赛道），另一个是萨尔茨堡赛道。通过主持电视节目《Motorama》，林特的知名度进一步提高。这个每月一期的汽车节目包括公路驾驶技巧、大奖赛报道以及林特对其他车手的采访等内容。

## 賽車生涯成績

### 職業生涯摘要
| 赛季 | 赛事             | 车队                              | 比赛 | 胜利 | 杆位 | 最速圈 | 颁奖台 | 积分   | 名次   |
| ---- | ---------------- | --------------------------------- | ---- | ---- | ---- | ------ | ------ | ------ | ------ |
| 1964 | 一级方程式       | 罗伯沃克车队                      | 1    | 0    | 0    | 0      | 0      | 0      | 未计入 |
| 1964 | 勒芒24小时耐力赛 | 北美车队                          | 1    | 0    | 0    | 0      | 0      | 不适用 | 未完赛 |
| 1965 | 一级方程式       | 库珀车队                          | 9    | 0    | 0    | 0      | 0      | 4      | 第13名 |
| 1965 | 勒芒24小时耐力赛 | 北美车队                          | 1    | 0    | 0    | 0      | 1      | 不适用 | 冠军   |
| 1966 | 一级方程式       | 库珀车队                          | 9    | 0    | 0    | 0      | 3      | 22     | 季军   |
| 1966 | 勒芒24小时耐力赛 | F.R. English Ltd.\Comstock Racing | 1    | 0    | 0    | 0      | 0      | 不适用 | 未完赛 |
| 1967 | 一级方程式       | 库珀车队                          | 10   | 0    | 0    | 0      | 0      | 6      | 第13名 |
| 1967 | 勒芒24小时耐力赛 | 保时捷车队                        | 1    | 0    | 0    | 0      | 0      | 不适用 | 未完赛 |
| 1967 | UASC锦标赛       | Wagner Lockheed Brake Fluid       | 1    | 0    | 0    | 0      | 0      | 0      | 未计入 |
| 1968 | 一级方程式       | 布拉汉姆车队                      | 12   | 0    | 2    | 0      | 2      | 8      | 第12名 |
| 1968 | UASC锦标赛       | 雷普科-布拉汉姆车队               | 1    | 0    | 0    | 0      | 0      | 0      | 未计入 |
| 1969 | 一级方程式       | 蓮花車隊                          | 10   | 1    | 5    | 2      | 3      | 22     | 第4名  |
| 1969 | 塔斯曼系列赛     | 蓮花車隊                          | 7    | 2    | 0    | 0      | 4      | 30     | 亚军   |
| 1970 | 一级方程式       | 蓮花車隊                          | 9    | 5    | 3    | 1      | 5      | 45     | 冠军   |

### 一級方程式賽車成績
（图例）（粗体字的比赛表示杆位；斜体字的比赛表示最快圈速）
| 赛季   | 车队          | 车型         | 发动机                  | 1        | 2      | 3      | 4      | 5      | 6      | 7      | 8             | 9      | 10     | 11     | 12     | 13 | 排名   | 积分    |
| ------ | ------------- | ------------ | ----------------------- | -------- | ------ | ------ | ------ | ------ | ------ | ------ | ------------- | ------ | ------ | ------ | ------ | -- | ------ | ------- |
| 1964   | 罗布·沃克车队 | 布拉汉姆BT11 | BRM P56 1.5 V8          | 摩       | 荷     | 比     | 法     | 英     | 德     | 奥 Ret |  | 美     | 墨     |        |        |    | 未计入 | 0       |
| 1965   | 库珀车队      | 库珀T73      | Climax FWMV 1.5 V8      | 南非 Ret |        |        |        |        |        |        |               |        |        |        |        |    | 第13名 | 4       |
| 1965   | 库珀车队      | 库珀T77      | Climax FWMV 1.5 V8      |          | 摩 DNQ | 比 11  | 法 Ret | 英 14  | 荷 Ret | 德 4   | 8             | 美 6   | 墨 Ret |        |        |    | 第13名 | 4       |
| 1966   | 库珀车队      | 库珀T81      | 玛莎拉蒂 9/F1 3.0 V12   | 摩 Ret   | 比 2   | 法 4   | 英 5   | 荷 Ret | 德 3   | 4      | 美 2          | 墨 Ret |        |        |        |    | 季军   | 22 (24) |
| 1967   | 库珀车队      | 库珀T81      | 玛莎拉蒂 9/F1 3.0 V12   | 南非 Ret | 摩 Ret |        |        |        |        |        | 加 Ret        |        |        |        |        |    | 第13名 | 6       |
| 1967   | 库珀车队      | 库珀T81B     | 玛莎拉蒂 9/F1 3.0 V12   |          |        | 荷 Ret |        |        |        |        |               |        |        |        |        |    | 第13名 | 6       |
| 1967   | 库珀车队      | 库珀T81B     | 玛莎拉蒂 10/F1 3.0 V12  |          |        |        | 比 4   | 法 Ret |        |        |               |        | 美 Ret | 墨     |        |    | 第13名 | 6       |
| 1967   | 库珀车队      | 库珀T86      | 玛莎拉蒂 10/F1 3.0 V12  |          |        |        |        |        | 英 Ret | 德 Ret |               | 4      |        |        |        |    | 第13名 | 6       |
| 1968   | 布拉汉姆车队  | 布拉汉姆BT24 | 雷普科 740 3.0 V8       | 南非 3   | 西 Ret | 摩 Ret |        |        |        |        |               |        |        |        |        |    | 第12名 | 8       |
| 1968   | 布拉汉姆车队  | 布拉汉姆BT26 | 雷普科 860 3.0 V8       |          |        |        | 比 Ret | 荷 Ret | 法 Ret | 英 Ret | 德 3          | Ret    | 加 Ret | 美 Ret | 墨 Ret |    | 第12名 | 8       |
| 1969   | 蓮花車隊      | 蓮花49B      | 福特考斯沃斯 DFV 3.0 V8 | 南非 Ret | 西 Ret | 摩     | 荷 Ret | 法 Ret | 英 4   | 德 Ret | 2             | 加 3   | 美 1   | 墨 Ret |        |    | 第4名  | 22      |
| 1970   | 蓮花車隊      | 蓮花49C      | 福特考斯沃斯 DFV 3.0 V8 | 南非 13  |        | 摩 1   | 比 Ret |        |        |        |               |        |        |        |        |    | 冠军   | 45      |
| 1970   | 蓮花車隊      | 蓮花72       | 福特考斯沃斯 DFV 3.0 V8 |          | 西 Ret |        |        |        |        |        |               |        |        |        |        |    | 冠军   | 45      |
| 1970   | 蓮花車隊      | 蓮花72C      | 福特考斯沃斯 DFV 3.0 V8 |          |        |        |        | 荷 1   | 法 1   | 英 1   | 德 1          | 奥 Ret | DNS    | 加     | 美     | 墨 | 冠军   | 45      |
| 来源： |               |              |                         |          |        |        |        |        |        |        |               |        |        |        |        |    |        |         |